# Artaquitón
El artaquitón (denominado también matambre) es un guiso típico de la cocina de la provincia de Soria. Se trata de una especie de fiambre soriano en el que participa miga de pan, huevo, ajo, perejil, sal. 